# Willi Warstat
Willi Warstat (* 4. Dezember 1884 in Angerburg; † 12. April 1940 in Stettin) war ein deutscher Lehrer, Fotograf und Fototheoretiker.

## Leben und Wirken
Willi Warstat kam am 4. Dezember 1884 im ostpreußischen Angerburg als Sohn des Taubstummenlehrers Ernst Warstat und dessen Frau Auguste, geb. Bierfreund, zur Welt und wurde evangelisch getauft.
Am 31. August 1903 machte er in Königsberg am Königlichen Friedrichs-Kollegium sein Abitur, studiert ebendort vom Wintersemester 1903/04 bis Ostern 1908 und wurde am 25. Juli 1908 mit einer Studie über „das Tragische“ an der Westfälischen Wilhelms-Universität Münster promoviert. Am 9. März 1909 legte er die erste Staatsprüfung für das Lehramt an Höheren Schulen in den Fächern Deutsch, Latein, Philosophische Propädeutik und Griechisch ab, eine Erweiterungsprüfung für Geschichte und Erdkunde folgte am 9. Februar 1917.
Ostern 1909 begann Warstat sein Referendariat und Probejahr am Königlichen Friedrichskolleg und Kneiphöfischen Gymnasium in Königsberg. Im selben Jahr erschien ein schmales Werk über „Allgemeine Ästhetik der photographischen Kunst auf psychologischer Grundlage“, das den Beginn einer regen nebenberuflich ausgeübten publizistischen Tätigkeit bildet. Zum 1. Oktober 1910 wechselte Warstat an das Realgymnasium mit Realschule in Altona, wo er ab 1. April 1911 als Oberlehrer arbeitete. Am 14. Januar 1911 heiratete er; mit seiner Frau bekam er zwei Kinder.
1913 erschien Warstats Monographie über „Die künstlerische Photographie. Ihre Entwicklung, ihre Probleme, ihre Bedeutung“, die stark von Erwin Quedenfeldt und Ernst Juhl beeinflusst ist. Am 1. Oktober 1917 wurde er für ein Jahr beurlaubt, um im Pädagogischen Verlag in Leipzig zu arbeiten. 1920 trat er als Studienrat in den Schuldienst der Stadt Stettin ein und übernahm die Leitung der Geschäftsstelle des Bilderbühnenbundes deutscher Städte e.V. im besoldeten Nebenamt. Diese Einrichtung war 1918 gegründet worden, 1919 wurde das dafür vorgesehene Direktorenamt ausgeschrieben, auf das sich Warstat erfolgreich bewarb. Hauptberuflich arbeitete Warstat in Stettin zunächst am Städtischen Friedrich Wilhelm-Reformgymnasium, dann an der Bismarckschule. Zum 1. Juli 1939 wurde er vermutlich vorzeitig in den Ruhestand versetzt  und starb ein Jahr später am 12. April 1940.
Zwanzig Jahre lang, von 1912 bis 1933, hatte sich Warstat im Rahmen seiner intensiven kritischen Auseinandersetzung mit der zeitgenössischen Fotografie und seiner entsprechenden reichen publizistischen Tätigkeit intensiv mit dem Fotografen Erwin Quedenfeldt befasst und diesen durch seine Publikationen gefördert.

## Veröffentlichungen (Auswahl)
- Das Tragische. Eine psychologisch-kritische Untersuchung [Münster: Phil. Diss.]. Leipzig 1908 (mit kurzem Lebenslauf).
- Allgemeine Ästhetik der photographischen Kunst auf psychologischer Grundlage. Für Künstler und Freunde photographischer Kunst. Halle an der Saale 1909.
- Deutsche Kriegsdichtung heut und vor hundert Jahren. In: Die Grenzboten : Zeitschrift für Politik, Literatur und Kunst, 74. Jg., Heft 2, April 1915, S. 179–188 [Digitalisat Universität Bremen]
- Die künstlerische Photographie. Ihre Entwicklung, ihre Probleme, ihre Bedeutung. Leipzig [u. a.] 1913; 2., stark verb. Aufl. Leipzig [u. a.] 1919. - Auszug „Das künstlerische Problem in der Farbenphotographie“ der 1. Aufl. wieder in: Forschung und Unterricht. Einblicke in ihre Arbeit. Aus Verlagswerken von B.G. Teubner in Leipzig und Berlin, aus Anlass der Internationalen Ausstellung für Buchgewerbe und Graphik. Leipzig 1914, S. 138.
- Der schöne Akt. Bildgemäße Aktphotographie, ihre Ästhetik und Technik. Berlin 1929; 6.–10. Tsd. ebd. 1932.